# Henry Ryley
Henry Ryley BD (falecido em 1586) foi um cónego de Windsor de 1560 a 1586.

## Carreira
Ele foi educado no Corpus Christi College, Oxford e formou-se BA em 1534, MA em 1537, BD em 1544.
Ele foi nomeado:
- Reitor de Stratfieldsaye, Hampshire
- Membro do Eton College 1546
- Fellow do Collegiate Church, Manchester 1557
- Prebendário de Gillingham Major em Salisbury 1564

Ele foi nomeado para a décima bancada na Capela de São Jorge, Castelo de Windsor em 1560 e manteve a canonaria até 1586.